# Convoi PQ 16
Le convoi PQ 16 est le nom de code d'un convoi allié durant la Seconde Guerre mondiale. Les Alliés cherchaient à ravitailler l'URSS qui combattait leur ennemi commun, le Troisième Reich. Les convois de l'Arctique, organisés de 1941 à 1945, avaient pour destination le port d'Arkhangelsk, l'été, et Mourmansk, l'hiver, via l'Islande et l'océan Arctique, effectuant un voyage périlleux dans des eaux parmi les plus hostiles du monde.
Il part de Reykjavik en Islande le 21 mai 1942 et arrive à Mourmansk en URSS le 30 mai 1942.

## Composition du convoi
Ce convoi est composé de 35 navires marchands : 21 américains, 4 soviétiques, 8 britanniques, 1 néerlandais et un panaméen. Il disposait également d'un navire auxiliaire, le navire CAM SS Empire Lawrence. Le convoi est dirigé par le Commodore N. H. Gale sur l'Ocean Voice.
| Nom                      | Nationalité      | Tonnage (GRT) | Notes                                                                                            |
| ------------------------ | ---------------- | ------------- | ------------------------------------------------------------------------------------------------ |
| Alamar (1916)            | United States    | 5 689         | Coulé par l'aviation ennemie                                                                     |
| Alcoa Banner (1919)      | United States    | 5 035         |                                                                                                  |
| American Press (1920)    | United States    | 5 131         |                                                                                                  |
| American Robin (1919)    | United States    | 5 172         |                                                                                                  |
| Arcos (1918)             | Union soviétique | 2 343         |                                                                                                  |
| Atlantic (1939)          | Royaume-Uni      | 5 414         |                                                                                                  |
| Carlton (1920)           | United States    | 5 127         | Dommages causés par des accidents évités de justesse. Remorqué en Islande par le Northern Spray. |
| Chernyshevski (1919)     | Union soviétique | 3 588         |                                                                                                  |
| City Of Joliet (1920)    | United States    | 6 167         | Coulé par l'aviation ennemie.                                                                    |
| City Of Omaha (1920)     | United States    | 6 124         |                                                                                                  |
| Empire Baffin (1941)     | Royaume-Uni      | 6,978         | Dommages causés par des accidents évités de justesse.                                            |
| Empire Elgar (1942)      | Royaume-Uni      | 2 847         |                                                                                                  |
| Empire Lawrence (1941)   | Royaume-Uni      | 7 457         | Coulé par l'aviation ennemie. Transporte un catapulte et 1 Hawker Sea Hurricane                  |
| Empire Purcell (1942)    | Royaume-Uni      | 7 049         | Coulé par l'aviation ennemie.                                                                    |
| Empire Selwyn (1941)     | Royaume-Uni      | 7 167         |                                                                                                  |
| Exterminator (1924)      | Panama           | 6 115         |                                                                                                  |
| Heffron (1919)           | United States    | 7 611         |                                                                                                  |
| Hybert (1920)            | United States    | 6 120         |                                                                                                  |
| John Randolph (1941)     | United States    | 7 191         |                                                                                                  |
| Lowther Castle (1937)    | Royaume-Uni      | 5 171         | Coulé par l'aviation ennemie. (Torpille aérienne)                                                |
| Massmar (1920)           | United States    | 5 828         |                                                                                                  |
| Mauna Kea (1919)         | United States    | 6 064         |                                                                                                  |
| Michigan (1920)          | Panama           | 6 419         |                                                                                                  |
| Minotaur (1918)          | United States    | 4 554         |                                                                                                  |
| Mormacsul (1920)         | United States    | 5 481         | Coulé par l'aviation ennemie.                                                                    |
| Nemaha (1920)            | United States    | 6 501         |                                                                                                  |
| Ocean Voice (1941)       | Royaume-Uni      | 7 174         | Navire Commodore - Endommagé par les bombes mais a atteint le port en toute sécurité             |
| Pieter De Hoogh (1941)   | Pays-Bas         | 7 168         |                                                                                                  |
| Revolutsioner (1936)     | Union soviétique | 2 900         |                                                                                                  |
| Richard Henry Lee (1941) | United States    | 7 191         |                                                                                                  |
| Shchors (1921)           | Union soviétique | 3 770         |                                                                                                  |
| Stari Bolshevik (1933)   | Union soviétique | 3,974         | Endommagé par les bombes mais a atteint le port en toute sécurité                                |
| Steel Worker (1920)      | United States    | 5 685         | Il a atteint le port mais a ensuite été bombardé dans le port et a coulé.                        |
| Syros (1920)             | United States    | 6 191         | Coulé par l'U-703                                                                                |
| West Nilus (1920)        | United States    | 5 495         |                                                                                                  |

## L'escorte
L'escorte rapprochée est dirigée par le  destroyer HMS Ashanti (Cdr. RG Onslow) et se compose des destroyers  ORP Garland, HMS Volunteer , Achates, et Martin, du navire antiaérien HMS Alynbank, de quatre corvettes de la classe Flower, d'un dragueur de mines et de quatre chalutiers.
Il y a deux groupes de soutien : une Cruiser Cover Force (Force de couverture) dirigée par le R.Adm. HM Burrough sur le croiseur HMS Nigeria, et comprenant les croiseurs HMS Kent, Liverpool, et Norfolk, et les destroyers HMS Onslow, Marne, et Oribi, et une Distant Covering Force (Force de couverture éloignée) composée des cuirassés HMS Duke of York et USS Washington, du porte-avions HMS Victorious, des croiseurs HMS London et USS Wichita, et de 13 destroyers.
Escorte rapprochée
| Nom                        | Nationalité                      | Type                         | Notes                                            |
| -------------------------- | -------------------------------- | ---------------------------- | ------------------------------------------------ |
| HMS Achates (H12)          | Royal Navy                       | Destroyer                    | 23–30 mai; Ocean Escort                          |
| HMS Alynbank (F84)         | Royal Navy                       | Navire de lutte antiaérienne | Escort 23–30 mai                                 |
| HMS Ashanti (F51)          | Royal Navy                       | Destroyer                    | 23–30 mai; Ocean Escort                          |
| RFA Black Ranger (A163)    | Royaume-Uni                      | Pétrolier de la Flotte       | 23–30 mai;Force "Q"                              |
| HMS Bramble (J11)          | Royal Navy                       | Dragueur de mines            | 28–30 mai; Eastern Local Escort                  |
| ORP Garland                | Marine polonaise                 | Destroyer                    | 23–27 mai; Ocean Escort                          |
| HMS Gossamer (J63)         | Royal Navy                       | Dragueur de mines            | 28–30 mai; Eastern Local Escort                  |
| Grozni                     | Marine soviétique                | Destroyer                    | 28–30 mai; Eastern Local Escort                  |
| HMS Hazard (J02)           | Royal Navy                       | Dragueur de mines            | 21–30 mai; Ocean Escort                          |
| HMS Honeysuckle (K27)      | Royal Navy                       | Corvette                     | 23–30 mai; Ocean Escort                          |
| Kuibyshev                  | Marine soviétique                | Destroyer                    | 28–30 mai; Eastern Local Escort                  |
| HMT Lady Madeleine (FY283) | Royal Navy                       | Chalutier anti-sous-marins   | 21 mai; Western Local Escort                     |
| HMS Ledbury (L90)          | Royal Navy                       | Destroyer                    | 23–30 mai; Force "Q", escort le RFA Black Ranger |
| HMS Leda (J93)             | Royal Navy                       | Dragueur de mines            | 29–30 mai; Eastern Local Escort                  |
| HMS Martin (G44)           | Royal Navy                       | Destroyer                    | 23–30 mai; Ocean Escort                          |
| HMT Northern Spray (FY129) | Royal Navy                       | Chalutier anti-sous-marins   | 21–26 mai; Western Local Escort                  |
| HMT Retriever (FY261)      | Royal Navy                       | Chalutier anti-sous-marins   | 21–25 mai; Western Local Escort                  |
| HMS Roselys (K57)          | Forces navales françaises libres | Corvette                     | 23–30 mai; Ocean Escort                          |
| HMT St Elstan (FY240)      | Royal Navy                       | Chalutier anti-sous-marins   | 21 mai; Western Local Escort                     |
| HMS Seagull (J85)          | Royal Navy                       | Dragueur de mines            | 28–30 mai; Eastern Local Escort                  |
| HMS Seawolf (47S)          | Royal Navy                       | Sous-marin                   | 23–29 mai; Ocean Escort                          |
| HMS Starwort (K20)         | Royal Navy                       | Corvette                     | 23–30 mai; Ocean Escort                          |
| Sokrushitelny              | Marine soviétique                | Destroyer                    | 28–30 mai; Eastern Local Escort                  |
| HMS Trident (N52)          | Royal Navy                       | Sous-marin                   | 23–29 mai; Ocean Escort                          |
| HMS Volunteer (D71)        | Royal Navy                       | Destroyer                    | 23–30 mai; Ocean Escort                          |

Force de couverture
| Nom                 | Nationalité | Type           | Notes     |
| ------------------- | ----------- | -------------- | --------- |
| HMS Kent (54)       | Royal Navy  | Croiseur lourd | 23–26 mai |
| HMS Norfolk (78)    | Royal Navy  | Croiseur lourd | 23–26 mai |
| HMS Liverpool (C11) | Royal Navy  | Croiseur léger | 23–26 mai |
| HMS Nigeria (60)    | Royal Navy  | Croiseur léger | 23–26 mai |
| HMS Marne (G35)     | Royal Navy  | Destroyer      | 23–26 mai |
| HMS Onslow (G17)    | Royal Navy  | Destroyer      | 23–26 mai |
| HMS Oribi (G66)     | Royal Navy  | Destroyer      | 23–26 mai |

Force de couverture éloignée (Home Fleet)
| Nom                    | Nationalité   | Type                | Notes     |
| ---------------------- | ------------- | ------------------- | --------- |
| HMS Victorious (R38)   | Royal Navy    | Porte-avions        | 23–29 mai |
| HMS Duke of York (17)  | Royal Navy    | Cuirassé            | 23–29 mai |
| USS Washington (BB-56) | United States | Cuirassé            | 23–29 mai |
| USS Wichita (CA-45)    | United States | Croiseur lourd      | 23–29 mai |
| HMS London (69)        | Royal Navy    | Croiseur lourd      | 23–29 mai |
| HMS Blankney (L30)     | Royal Navy    | Destroyer d'escorte | 23–29 mai |
| HMS Eclipse (H08)      | Royal Navy    | Destroyer           | 23–29 mai |
| HMS Faulknor (H62)     | Royal Navy    | Destroyer           | 23–29 mai |
| HMS Fury (H76)         | Royal Navy    | Destroyer           | 23–29 mai |
| HMS Icarus (D03)       | Royal Navy    | Destroyer           | 23–29 mai |
| HMS Intrepid (D10)     | Royal Navy    | Destroyer           | 23–29 mai |
| HMS Lamerton (L88)     | Royal Navy    | Destroyer d'escorte | 23–29 mai |
| HMS Middleton (L74)    | Royal Navy    | Destroyer d'escorte | 23–29 mai |
| HMS Wheatland          | Royal Navy    | Destroyer d'escorte | 23–29 mai |
| USS Mayrant            | United States | Destroyer           | 24–29 mai |
| USS Rhind              | United States | Destroyer           | 24–29 mai |
| USS Rowan              | United States | Destroyer           | 24–29 mai |
| USS Wainwright         | United States | Destroyer           | 24–29 mai |

## Le voyage
Le convoi PQ 16 quitte Reykjavik en Islande le 21 mai sous la protection de l'escorte locale, et rencontré l'escorte maritime le 23 mai. À cette époque de l'année, le convoi doit opérer sous le soleil de minuit de l'été arctique, ce qui réduit l'efficacité des attaques par les U-boote mais rendent plus probable une attaque aérienne 24 heures sur 24. Cela augmente également les chances de détection précoce par les avions de reconnaissance allemands.
Le 25 mai, le convoi PQ 16 rencontre son escorte de croiseurs, mais à 6 heures du matin, il est repéré par un avion de reconnaissance Focke-Wulf Fw 200, qui commence à le suivre. Ce soir-là, la Luftwaffe commence des attaques qui se sont poursuivies pendant les cinq jours suivants, jusqu'à ce que le convoi soit à portée de la couverture des chasseurs soviétiques.
Un navire est endommagé et forcé de revenir sous escorte ; le 26 mai, toutes les attaques aériennes sont repoussées mais le cargo américain Syros est torpillé par l'U-Boot U-703.
Le 27 mai, les attaques aériennes commencent à percer; trois navires sont coulés et un autre endommagé vers la mi-journée; un autre coulé et un autre endommagé en milieu d'après-midi. Le soir même, deux autres navires sont coulés et un autre endommagé.
Le 28 mai, le convoi est rejoint par l'Eastern Local escort (escorte locale de l'Est); trois destroyers soviétiques et quatre dragueurs de mines. Leur puissance de feu supplémentaire permet de repousser toutes les nouvelles attaques aériennes.
Le 29, le convoi se divise, six navires se dirigent vers Archangelsk , tandis que les autres accostent à Mourmansk.

## Conséquences

### Analyse
Lorsque le convoi PQ 16 est assemblé au large de l'Islande, Winston Churchill a déclaré que les convois  seraient utile même si 50 % des navires ne passent qu'au travers. Malgré les pertes, la majorité des navires du convoi PQ 16 sont arrivés, la plupart à Mourmansk (30 mai 1942) et huit navires à Archangelsk (1er juin 1942).
Le convoi fut un tel succès en termes de livraison de matériel de guerre que les Allemands firent de plus grands efforts pour perturber les convois suivants. Les navires de transport lourd du convoi PQ 16, dont le SS Empire Elgar, restèrent à Archangelsk et Molotovsk à décharger les navires pendant plus de 14 mois. Dans The Year of Stalingrad (1946) (L'année de Stalingrad), le correspondant de guerre britannique Alexander Werth a décrit sa participation au convoi PQ 16 sur le SS Empire Baffin, qui a été bombardé mais a atteint Mourmansk par ses propres moyens.

### Victimes
Huit navires marchands ont été coulés, six par une attaque aérienne, un par le U-703 et un par une mine marine. Deux U-boote ont été endommagés par les escortes et la Royal Navy a revendiqué la destruction certaine d'un Junkers Ju 88 par le Hawker Sea Hurricane du Pilot officer (P/O) Hay (Royal Air Force Volunteer Reserve) du CAM ship Empire Morn, qui a été tué et quatre autres par des tirs anti-aériens, avec 16 avions revendiqués comme probablement détruits.

### Sources
- (en) Cet article est partiellement ou en totalité issu de l’article de Wikipédia en anglais intitulé « Convoy PQ 16 » (voir la liste des auteurs).